# Huissier de justice en droit français
En droit français, l'huissier de justice était la dénomination d'un officier ministériel exécutant des missions de nature légale. Depuis 2022, il est commissaire de justice.

## Missions
En France, il est nommé par le Garde des Sceaux. Il détient le monopole de signifier et d’exécuter les décisions rendues par les tribunaux, ainsi que les autres titres exécutoires. Il est notamment souvent chargé de signifier les actes et authentifier les personnes auxquelles il les remet, procéder au recouvrement amiable ou judiciaire de toutes créances, délivrer les convocations en justice (assignations et citations), etc. Il pratique des activités dont il a le monopole, comme la signification, l'appel des causes et la police des audiences, l'exécution forcée ; et d'activités hors monopole comme le recouvrement amiable, les constats, la rédaction d'acte sous seing privé, le conseil juridique, etc. Il peut également exercer après déclaration auprès du procureur général de la cour d'appel les activités accessoires d'agent d'assurance et de gestionnaire immobilier. Il peut également dresser des constats ayant un caractère authentique qui servent de preuve à l'occasion d'un litige. Certains éléments de son contenu ne pourront être mis en cause autrement que par la voie de l'inscription de faux.
L'huissier de justice est donc officier ministériel et public.
Il est également chargé de l'exécution forcée des décisions de justice. Il peut aussi agir dans le cas d'un recouvrement amiable (avant jugement) de toute créances, civiles ou commerciales (loyers impayés, factures impayées, etc.). En France, lorsque l'huissier agit dans le cadre d'un recouvrement amiable, il agit comme n'importe quel professionnel d'une société de recouvrement dans le respect du décret 96-1112 du 18 décembre 1996 encadrant très fortement cette activité : il ne saurait alors se prévaloir de droits et pouvoirs qu'il n'a pas en l'absence de titre exécutoire (menaces de saisie, etc.). Le titre exécutoire est obtenu, sauf exceptions, après décision de justice.

## Histoire
L'huissier est le successeur des lointains executores de l'Antiquité, qui étaient chargés d'appliquer les décisions des juges.

### Antiquité
Une profession qui s'apparente aujourd'hui à celle des huissiers de justice existait dès l'Antiquité. À l'époque de la Pax Romana, les justiciables avaient recours à des officiales pour faire appliquer les décisions des juges.
Suivant leurs fonctions, les officiales avaient des titres différents. Parmi eux : les apparitores et les executores. Les premiers avaient pour mission de rassembler le peuple lors des jugements, d'introduire les justiciables devant le juge et d'assurer la police des audiences. Les seconds procédaient aux saisies des biens des débiteurs ou à des « contraintes par corps » par lesquelles le créancier se faisait payer en emprisonnant son débiteur.

### Moyen Âge
Les invasions barbares mirent fin à la pax romana et la justice privée réapparut.
Les différentes juridictions qui émergèrent au Moyen Âge, qu'elles soient seigneuriales, ecclésiastiques ou royales, eurent besoin d'une diversité d'agents assermentés ayant une autorité suffisante pour faire exécuter leurs décisions.
C'est ainsi que les officiales romains devinrent sergents et huissiers. Les sergents, qui s'occupaient plus particulièrement des significations dans les juridictions seigneuriales, devaient mettre en forme les demandes des plaideurs et exécuter les décisions rendues par les juges. Les huissiers, dont le nom vient de « l'huis », la porte, avaient la mission du service intérieur des audiences et de la police des tribunaux.
Progressivement, les huissiers devinrent les officiers des juridictions importantes tandis que les sergents furent relégués aux juridictions de second ordre.
Leurs compétences s'élargirent, et il devint de plus en plus difficile de tous les regrouper en une seule catégorie.
Différents symboles permettaient de les distinguer : les huissiers se reconnaissaient à leurs manteaux bigarrés puis rayés et à leur « petite baguette ronde, en ébène, longue d'une trentaine de centimètres garnie de cuivre ou d'ivoire » appelée « verge ».
Des textes français des XIVe-XVe siècles disposaient que l'huissier devait avoir un bon cheval, de la valeur de cent livres, des armes suffisantes et une « verge » de la valeur de cinquante livres. Ils précisaient qu'il devait être marié, tonsuré et porter continuellement son costume rayé. Si l'huissier était l'un des symboles de l'autorité royale, c'était la « verge » qui était la principale manifestation de cette autorité. Les huissiers devaient toucher, selon un décret de 1568, « ceux auxquels ils auront la charge de faire exploit de justice ». Dès que l'huissier avait touché quelqu'un de sa « verge », celui-ci lui devait obéissance et soumission.
De plus, un anneau d'argent porté à leur pouce leur servait à sceller (par un sceau) les relations de leurs exploits.
Avec le temps, les costumes des huissiers évoluèrent et varièrent selon les lieux et les juridictions. Tantôt robe de laine puis de satin noir, simple bonnet puis toque de velours à cordon d'or. Le plus empanaché de tous était sans doute celui du premier huissier du Parlement de Paris qui avait le titre de Maître, la qualité d'écuyer donc de noble et dont le costume était une robe rouge avec un bonnet de drap d'or, retroussé d'hermine avec une grosse perle.

### Époque moderne
Au XVIe siècle, les huissiers perdirent l'obligation du port de leur costume. Les signes permettant de les distinguer se réduisirent à un écusson à trois fleurs de lys porté à l'épaule. Ils conservaient la « verge ».
Dans ce corps de métier, les attributions se partagèrent. Ainsi, les sergents et les huissiers près la juridiction du Châtelet de Paris étaient divisés en huissiers audienciers pour les tribunaux, en sergents à cheval pour les faubourgs et les campagnes, en sergents à pieds ou à verge pour le centre de la ville, en huissiers priseurs (les ex-commissaires-priseurs), en  huissiers à la douzaine (les gardes du Prévôt), en huissiers dits fieffés, dépendant uniquement du Châtelet qui pouvaient intervenir (exploiter) dans tout le royaume.
En 1705, un édit réunit en un seul corps la communauté des sergents à verge et à cheval du Châtelet en leur donnant le titre commun d'« huissier ». Jusqu'alors le titre d'huissier était réservé aux sergents à verge qui devinrent la même année « huissiers sergents à verge ». Ceci leur permit « d'exploiter en toute matière dans toute l'étendue du royaume et de résider où bon leur semblerait ».

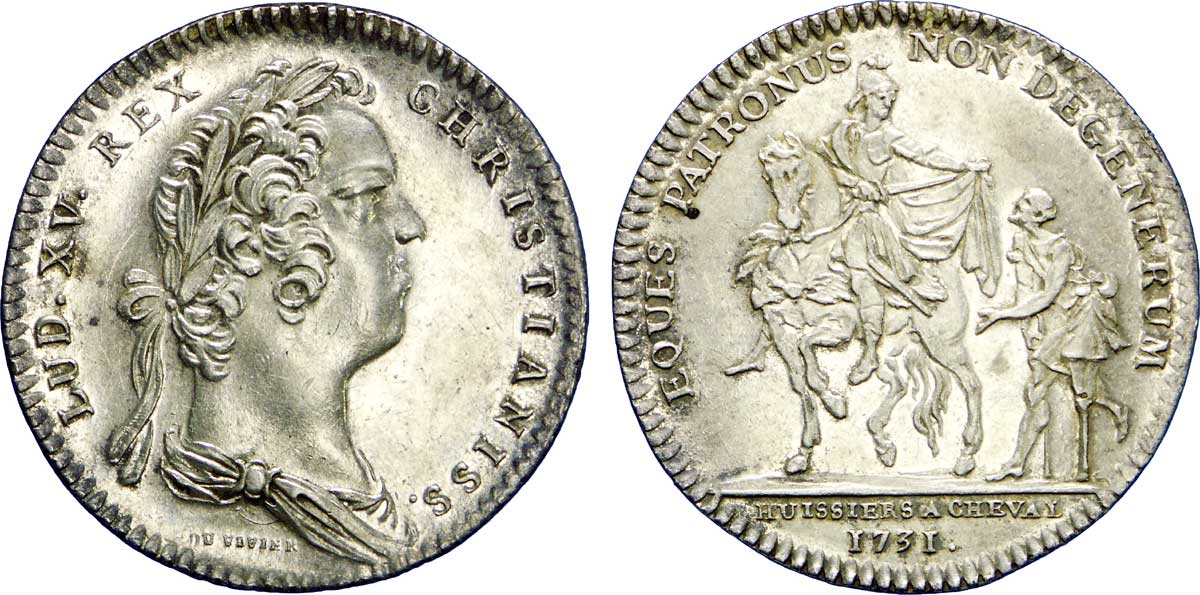
Jeton de la corporation française des huissiers à cheval, représentant Louis XV et saint Martin partageant son manteau, 1731.

Cette unification s'accompagna de la réglementation de leur nombre.
Jusqu'à un arrêt du 22 Thermidor an VIII, chaque tribunal devait indiquer par un avis le nombre d'huissiers qui lui était nécessaire, permettant ainsi au pouvoir central de prendre en mains cette catégorie professionnelle.
Ainsi apparut une ébauche du statut de l'huissier, renforcée par un décret impérial, datant du 14 juin 1813. Celui-ci reprenait des textes anciens pour déterminer par exemple le mode de nomination des huissiers et pour fixer les connaissances requises ainsi que les attributions exactes de ces officiers.
Les huissiers de justice (qualification de  1955 à 2022) n'exercent plus en costume et ont posé la « verge ».
Le statut des huissiers de justice résulte d'une ordonnance du 2 novembre 1945 et d'un décret d'application du 29 février 1956, plusieurs fois modifiés : ces textes fixent les limites de leur monopole, les conditions de leur responsabilité professionnelle, précisent leur statut et autorisent leur groupement ou leur association.
L'huissier de justice devient le commissaire de justice, le 1er janvier 2022.
Des articles du Code pénal renforcent les sanctions applicables à certaines infractions lorsqu'elles sont commises contre la personne d'un huissier dans l'exercice de ses fonctions.
Les huissiers de justice sont des officiers ministériels, titulaires de leur fonction grâce à une charge acquise avec l'agrément des pouvoirs publics, et détenant le monopole de la signification des actes.
Conformément aux dispositions des articles 1317 et 1322 du code civil et à celles de l'article 2 de la loi n° 2010-1609 du 22 décembre 2010 les procès-verbaux de constat et les actes signifiés par huissier sont opposables à tous et ont valeur d'acte authentique. À ce titre, l'huissier de justice est également un officier public.
Il peut être requis pour établir des constats matériels, soit à la demande de la justice (pour constater des faits matériels qui peuvent servir de renseignements utiles dans le cadre d'une procédure judiciaire), soit à la demande d'un particulier (par exemple pour établir un état des lieux, pour constater un trouble de voisinage, ou pour garantir le caractère équitable d'un concours ou d'une loterie publicitaire).
De plus, étant habilité à procéder au recouvrement amiable ou judiciaire de toute créance, l'huissier de justice peut procéder à des saisies (saisie-attribution, saisie-vente).
En application d'une décision de justice, l'huissier peut procéder à une opération d'expulsion.
Les huissiers bénéficient d'un droit de retrait, et peuvent donc refuser d'intervenir dans certaines affaires, notamment lorsqu'il y a conflit d'intérêts ou si les frais d'exécution seraient trop élevés par rapport à la créance. Dans le cas d'un conflit d'intérêts, le créancier peut toujours demander à la Chambre départementale des huissiers de justice de désigner un huissier de justice.
De nos jours, les huissiers de justice exercent leur profession dans un cadre territorial défini par décret, qui correspond généralement au ressort du tribunal de grande instance de leur résidence professionnelle. Leur compétence peut parfois être étendue à plusieurs tribunaux judiciaires.
Les huissiers audienciers, sont chargés du service extérieur des tribunaux. Choisis par chaque juridiction parmi les huissiers de justice de son siège, ils ont pour mission d'assister aux audiences pour faire l'appel des causes et pour maintenir l'ordre sous l'autorité du président. Ils assurent également les significations des actes (assignations, conclusions) d'avocat à avocat. Leur ministère est toujours obligatoire pour les constitutions d'avocat devant le tribunal judiciaire [réf. nécessaire].
La profession est organisée en chambres : départementale, régionale et nationale.
Nommé par le ministre de la justice, l'huissier soit indemnise l'huissier de justice qui le présente et auquel il succède, soit acquiert les parts d'une société civile professionnelle.
Saint Apronien est le saint patron des huissiers de justice.

## Accès et formation
L'accès à la profession a changé en 2019. Il passe par un concours d'entrée, avant la formation.
À l'issue d'un master en droit délivré par l'une des nombreuses UFR de Droit, le candidat à la profession de commissaire de justice présente le concours d'entrée.
Il est composé d'une épreuve pratique de rédaction d'actes complexes de procédure, mais aussi d'une dissertation juridique sur un sujet de droit privé, droit civil, droit commercial, droit de l'exécution, droit pénal ou de droit social. Après avoir réussi les épreuves écrites d'admissibilité, le candidat doit satisfaire aux épreuves orales dans les matières suivantes : 
- droit commercial
- droit civil
- droit pénal
- droit social
- comptabilité.

La réussite au concours débouche sur deux années de formation, comprenant des stages pratiques. La Chambre nationale des huissiers de justice supervise ce cours. En fin de formation, l'élève-commissaire de justice passe l'examen professionnel de sortie afin de se voir délivrer le diplôme. Cet examen est théorique et pratique.

## Exemples d'actes d'huissier de justice
Les actes d'huissier de justice sont classés en plusieurs catégories :
- La sommation de payer est un acte amiable délivré avant toute procédure valant mise en demeure.
- Les procès-verbaux de saisie conservatoire[6] de créances, de meubles corporels sont des exemples de mesures conservatoires qui peuvent être diligentés avec ou sans autorisation judiciaire selon les cas. Ces mesures conservatoires permettent de prendre une garantie à l'encontre de son débiteur avant qu'une décision de justice soit rendue.
- L'assignation, la citation sont des actes qui informent le justiciable qu'un procès lui est intenté. Les assignations comportent des mentions obligatoires telles que les modalités de représentation, les prétentions du demandeur.
- La signification de jugement, d'ordonnance, sont des actes qui informent le justiciable qu'une décision de justice a été rendue. L'acte de signification comporte la voie de recours ouverte contre la décision de justice.
- Le commandement de payer aux fins de saisie-vente est un acte délivré sur le fondement d'un titre exécutoire (jugement, ordonnance de référé, arrêt d'appel) qui ouvre un délai de huit jours au débiteur pour qu'il s'acquitte de sa dette. À défaut, une saisie-vente (inventaire du mobilier) peut être diligentée à son domicile.
- Le commandement de libérer les lieux est un acte délivré sur le fondement d'une décision de justice qui a prononcé l'expulsion du locataire défaillant.
- Le procès-verbal de saisie attribution est un acte signifié entre les mains d'un tiers saisi et permet de saisir les fonds détenus par ce tiers pour le compte du débiteur.
- Le procès-verbal de saisie vente consiste à inventorier le mobilier d'un débiteur et ouvre un délai d'un mois pendant lequel le débiteur a la faculté de vendre amiablement les meubles inventoriés. À défaut, la vente judiciaire forcée des meubles est susceptible d'intervenir.
- La sommation interpellative est une forme de mise en demeure qui a pour but de provoquer une prise de position en vue d’obtenir une réponse à question posée à la personne interpellée.

## Déontologie et instances ordinales
L'huissier de justice fait partie des professions réglementées. À ce titre, chaque huissier est tenu à une déontologie stricte, sous le contrôle de la Chambre départementale des huissiers de justice. De même, il est soumis à un contrôle de ministère de tutelle représenté par le procureur de la République (en France).

## Statistiques
Au 1er juillet 2003, il y avait 3 258 huissiers dans 2 047 études en France.
L'âge moyen de la profession est de 42 ans. Cette profession a tendance de plus en plus à se féminiser.
Les huissiers de justice emploient environ 10 000 clercs et employés. Ils signifient chaque année près de 11 millions d'actes, prodiguent 5 millions de consultations juridiques annuelles et recouvrent près de 8 milliards d'euros par an.

## Le commissaire de justice
Un rapport d'information parlementaire souligne des difficultés rencontrées par les huissiers.
Le monopole des huissiers est parfois remis en question au regard des règles européennes. Le projet de directive Bolkestein a notamment remis ce débat sur le devant de la scène,. La directive services a toutefois exclu les huissiers de justice de son champ d'application. En effet, les huissiers de justice sont détenteurs d'une parcelle de puissance publique qui ne peut être donnée à des sociétés privées étrangères. Par leur statut d'Officiers ministériels, les huissiers de justice garantissent un service public de qualité[réf. nécessaire].
La particularité du droit de l'exécution en France est qu'il est confié à des personnes titulaires du droit de présentation de leur successeur au ministre de la Justice, à l'instar d'autres professionnels du droit (notaires, commissaires-priseurs judiciaires, greffiers de tribunaux de commerce, avocats au Conseil d’État et à la Cour de cassation). La constitutionnalité de ce droit de présentation a été jugée (pour les notaires) par le Conseil constitutionnel dans sa décision 2014-429 QPC du 21 novembre 2014. Concernant les greffiers de tribunaux de commerce, le Conseil constitutionnel a été saisi par le Conseil d'État le 16 janvier 2015.
Le 3 novembre 2014 a été rendu public un rapport de Richard Ferrand, député, intitulé "Professions réglementées : pour une nouvelle jeunesse" :
"Ainsi, supprimer le droit de présentation au bénéfice d'un concours, c'est préférer à la sécurité dynastique issue de 1816 l'égalité républicaine du XXIe siècle, conformément à l'article 6 de la Déclaration des droits de l'homme et des citoyens qui dispose : "Tous les Citoyens étant égaux à ses yeux sont également admissibles à toutes dignités, places et emplois publics, selon leur capacité, et sans autre distinction que celle de leurs vertus et de leurs talents."
"Accéder à la nomination aux offices par voie de concours :
La mission propose d'harmoniser les conditions de nomination aux postes et offices disponibles "sur le marché" (création, vacance ou en cours de cession). Cette nomination, prononcée par arrêté du Garde des Sceaux, interviendrait à la suite de la réussite d'un concours."
"La suppression du droit de présentation restaurera l'équité et l'égalité d'accès démocratique proclamées par l'article 6 de la Déclaration des droits de l'homme et du citoyen."
L'ordonnance 2016-728 du 2-6-2016 crée la profession de commissaire de justice, résultant du rapprochement entre les huissiers de justice et les commissaires-priseurs judiciaires. La création de cette nouvelle profession doit s'opérer en trois étapes :
- Étape 1, janvier 2019 : création de la Chambre nationale des commissaires de justice qui remplace la Chambre nationale des huissiers de justice et la Chambre nationale des commissaires-priseurs judiciaires.
- Étape 2, juillet 2022 : « naissance » des premiers commissaires de justice.
- Étape 3, juillet 2026 : les officiers ministériels n’ayant pas suivi la formation spécifique de commissaire de justice ne pourront plus exercer.